# Rhododendron coeloneurum
Rhododendron coeloneurum är en ljungväxtart som beskrevs av Friedrich Ludwig Diels. Rhododendron coeloneurum ingår i släktet rododendron, och familjen ljungväxter. Inga underarter finns listade i Catalogue of Life.